# SOMPOケアネクスト
SOMPOケアネクスト株式会社（ソンポケアネクスト）は、かつて東京都品川区に本社を置いていた介護会社。SOMPOホールディングスの完全子会社であった。
2015年11月までの旧商号はワタミの介護株式会社で、ワタミグループの一員であった。

## 概要
病院経営を始めた渡邉美樹が、退院後も幸せに暮らせない高齢者が多い現実にショックを受けたことが介護事業を始めた動機とされる。このため、「ホームはご入居者様の幸せのためだけにある」という言葉を理念に掲げている。 
2015年12月1日付で、損保ジャパン日本興亜ホールディングス（現・SOMPOホールディングス）が210億円で買収した。
2018年7月1日付で「そんぽの家（旧：アミーユ）」などを運営するSOMPOケアへ合併され解散となった。

## 沿革
- 2004年4月 - ワタミメディカルサービス株式会社設立。
- 2005年3月 - ワタミ株式会社が株式会社アールの介護の全株式を取得。
- 2006年4月 - 株式会社アールの介護とワタミメディカルサービス株式会社が合併し、ワタミの介護株式会社に社名変更。
- 2014年1月 - ドーナッツプラントとの共同企画で、ホームの共有部分にある「ワタミカフェ」内にて、『ドーナッツイベント』と銘打ったコラボレーション企画などを行っている[3]。
- 2015年12月1日 - 株式譲渡に伴って損保ジャパン日本興亜ホールディングス株式会社（現・SOMPOホールディングス株式会社）の完全子会社となり、同時にSOMPOケアネクスト株式会社に社名変更[4]。
- 2016年
  - 4月1日 - 事業所名が変更され、有料老人ホーム（「トレクォーレ横須賀」を除く3ヶ所）を「SOMPOケア ラヴィーレ」に、サービス付高齢者向け住宅を「SOMPOケア ラヴィーレS」に、通所事業所（デイサービス）を従来の事業所名から採り「SOMPOケア ハッピーデイズ」にそれぞれ統一・名称変更される[5]。
  - 4月5日 - 従業員向け研修センター「SOMPOケア Next Step Center」が稼働[6]。
- 2018年
  - 2月14日 - グループ会社のSOMPOケアメッセージ株式会社（現・SOMPOケア株式会社）と共同で統合ウェブサイトを開設。開設に伴い、当社の公式ホームページが統合ウェブサイトへ移行される[7]。
  - 7月1日 - SOMPOケア株式会社へ合併され、解散[8]。当社の事業所はそのままSOMPOケアの事業所となる。